# Edmund Marschall
Edmund Marschall (* 1903 in München; † 2. Januar 1954 in Augsburg) war ein deutscher Operettenkomiker, Spielleiter und Sänger.

## Leben
Edmund Marschall wirkt als Erster Operettenkomiker und Spielleiter in den Städten Hannover und Magdeburg und ab 1935 an den Städtischen Bühnen in Augsburg, wo er in der Nachkriegszeit Anfang 1954 im Alter von nur 51 Jahren an den Folgen eines Schlaganfalles starb.